# Успенское сельское поселение (Новгородская область)

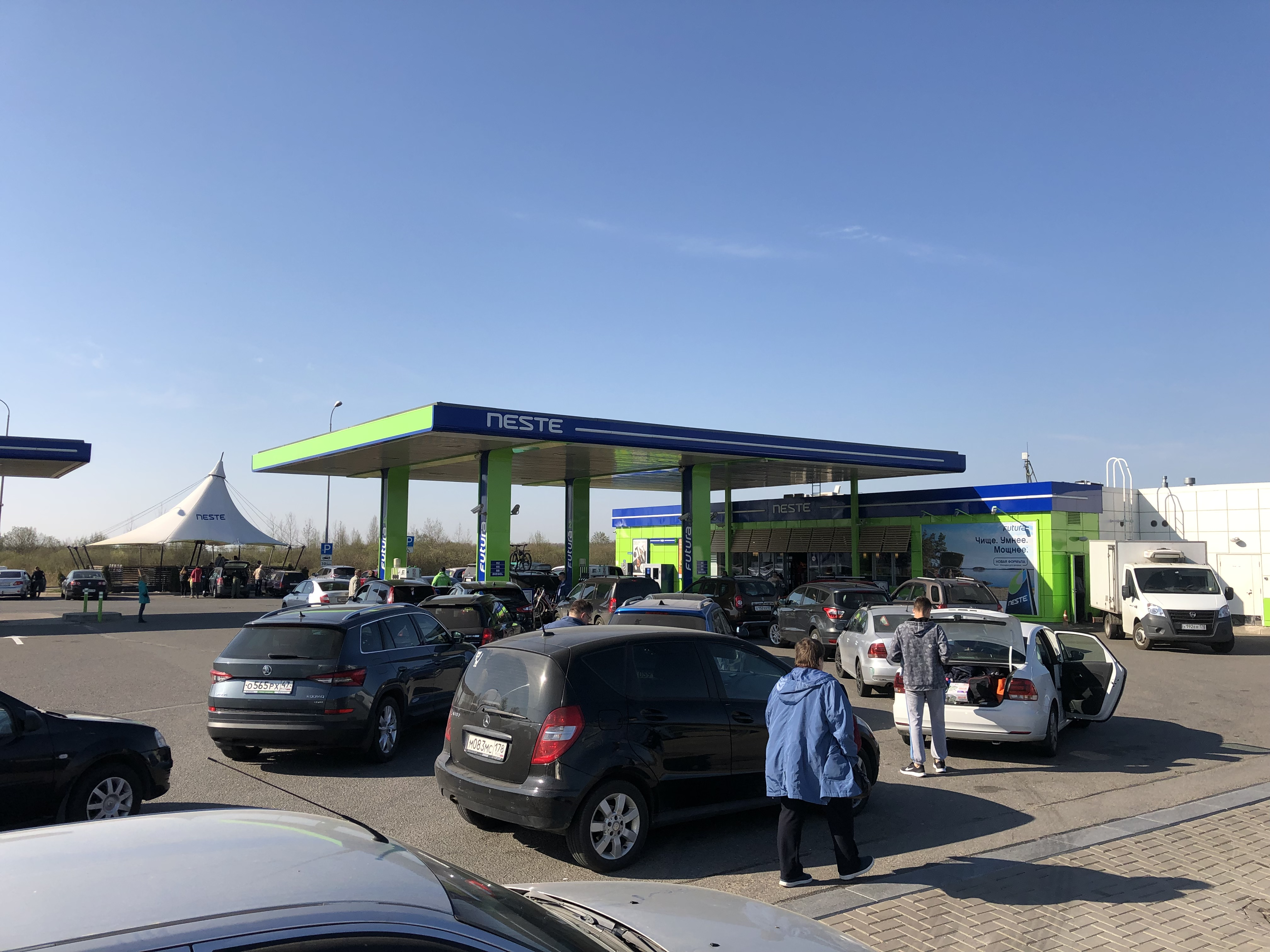
Заправка на трассе М10

Успенское се́льское поселе́ние — муниципальное образование в Чудовском районе Новгородской области Российской Федерации.
Административный центр — село Успенское.

## География
Территория сельского поселения расположена на севере Новгородской области. По территории муниципального образования протекает река Волхов и её притоки Тигода, Кересть и др. Площадь территории — 60 310 га (в том числе сельхозугодий — 14 437 га).

## История
Статус и границы сельского поселения установлены Законом Новгородской области от 11 ноября 2005 года № 559-ОЗ «Об административно-территориальном устройстве Новгородской области».

## Население
| 2010  | 2012  | 2013  | 2014  | 2015  | 2016  | 2017  |
| ----- | ----- | ----- | ----- | ----- | ----- | ----- |
| 2296  | ↘2293 | ↘2271 | ↘2209 | ↘2172 | ↘2129 | ↘2104 |
| 2021  |       |       |       |       |       |       |
| ↘1230 |       |       |       |       |       |       |

## Состав сельского поселения
| №  | Населённый пункт | Тип населённого пункта       | Население |
| -- | ---------------- | ---------------------------- | --------- |
| 1  | Водос            | железнодорожная станция      | 0         |
| 2  | Водосье          | деревня                      | 7         |
| 3  | Волхов Мост      | железнодорожная станция      | 27        |
| 4  | Волхово          | железнодорожная станция      | 0         |
| 5  | Деделёво         | деревня                      | ↘7        |
| 6  | Дмитровка        | деревня                      | 0         |
| 7  | Зеленцы          | деревня                      | 5         |
| 8  | Зеленцы          | железнодорожная станция      | 2         |
| 9  | Зуево            | деревня                      | 245       |
| 10 | Иваньково        | деревня                      | 0         |
| 11 | Карловка         | деревня                      | 223       |
| 12 | Корпово          | деревня                      | 166       |
| 13 | Кочково          | деревня                      | ↘6        |
| 14 | Курников Остров  | деревня                      | 4         |
| 15 | Лезно            | деревня                      | 11        |
| 16 | Лука-2           | деревня                      | 102       |
| 17 | Марьино          | деревня                      | 13        |
| 18 | Нечанье          | деревня                      | ↘16       |
| 19 | Пертечно         | деревня                      | 3         |
| 20 | Потапов Хутор    | деревня                      |           |
| 21 | Придорожная      | деревня                      | 486       |
| 22 | Слобода          | деревня                      | 25        |
| 23 | Сябреницы        | деревня                      | 276       |
| 24 | Торфяное         | деревня                      | 26        |
| 25 | Торфяное         | железнодорожная станция      | 0         |
| 26 | Тушино           | деревня                      | 23        |
| 27 | Успенское        | село, административный центр | 604       |
| 28 | Чудово-3         | железнодорожная станция      | 19        |

## Транспорт
По территории сельского поселения проходит федеральная автомобильная дорога «Россия» М10 (E 105), автомобильная дорога А115 на Кириши до Новой Ладоги (выход на автомагистраль «Кола» М18), а также пути Октябрьской железной дороги линии Чудово — Новгород-на-Волхове. Есть железнодорожный мост через Волхов у посёлка при станции Волхов Мост. Крупная железнодорожная станция расположена неподалёку, в городе Чудово. 
До Сябрениц проходит один из трёх городских автобусных маршрутов Чудова. Также в промежутке между Сябреницами и Успенским останавливаются автобусы всех проходящих междугородних маршрутов по магистрали М10 (на Санкт-Петербург, Великий Новгород, Боровичи, Старую Руссу и т. д.).